# Присяжнюк Настя Андріанівна

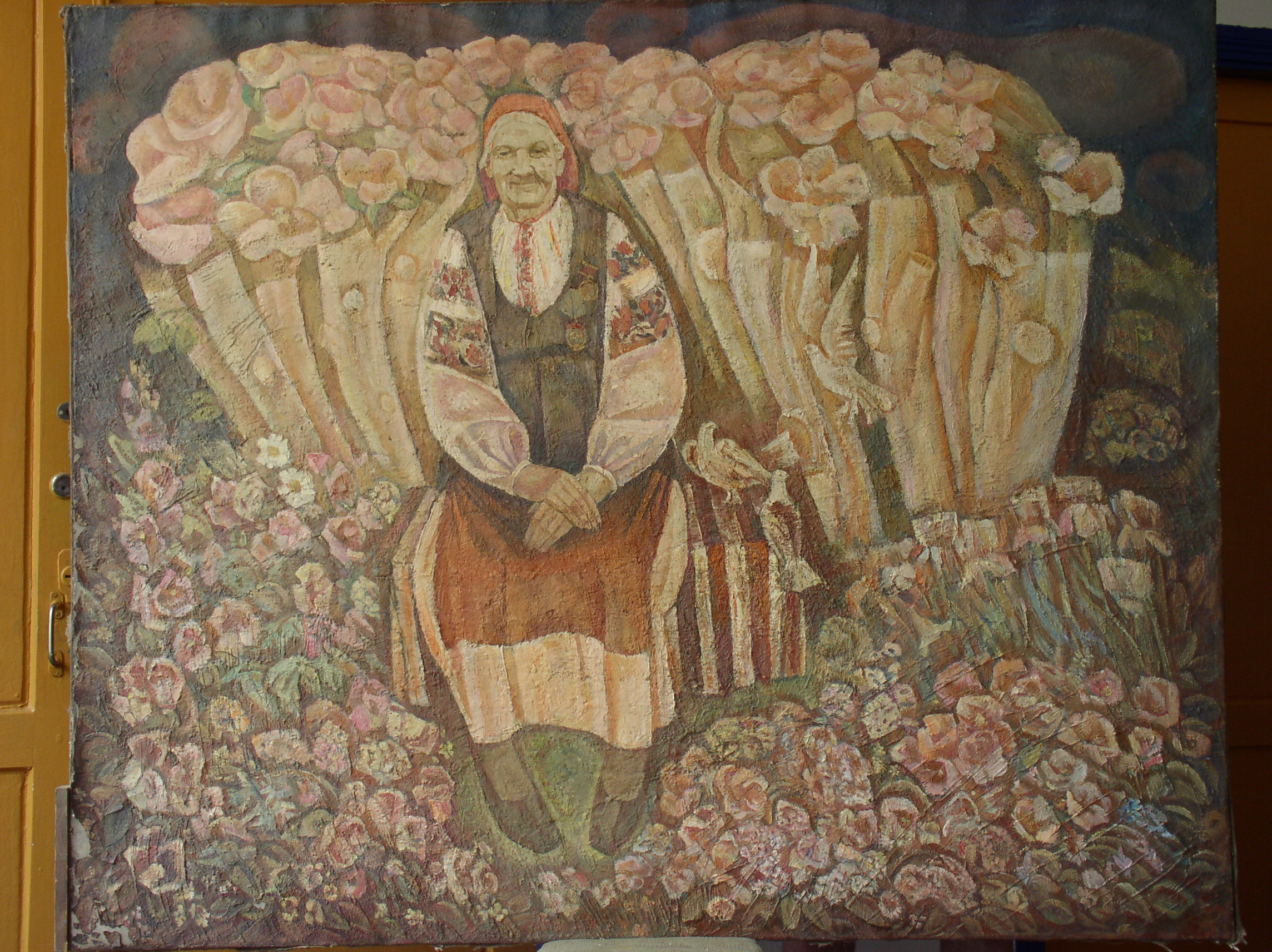
Михайло Чорний. «Настя Присяжнюк». 2000

На́стя Андріа́нівна Присяжню́к (22 грудня 1894, Погребище Бердичівського повіту Київської губернії (нині місто Вінницької області) — 8 червня 1987) — українська фольклористка, педагогиня, краєзнавиця, революціонерка.

## Біографія
Народилася в багатодітній сім'ї бідного чинбаря Андріана Івановича Присяжнюка. Сім'я мешкала на околиці містечка, досі відомій як Нові Садиби.
У рукописній «Автобіографії» Настя Присяжнюк писала:
| Народилася в селянській хаті без підлоги, колисали в колисці на мотузяних вервечках. Малою сиділа на печі. Була в батька дванадцятою дитиною. До восьми років не мала ні взуття, ні одежі. Влітку сорочка — і все. |
Із восьми років Настя стала заробляти. Спочатку доглядала дитину. А коли підросла, працювала в панській економії, а взимку — на Спичинецькій цукроварні. Настя Присяжнюк згадувала:
| Спробували мене віддати до школи. Стою в коридорі, а паняночки штрикають під боки: „3верху — пані, а під сподом — мужичка“. |
До школи Настю не прийняли, бо «місць не було». Та попри убогість своєї велелюдної родини їй згодом все-таки вдалося закінчити двокласну школу.
Ще в ранньому дитинстві проявила тяжіння до народної творчості. Пізніше, вже працюючи вчителькою, Присяжнюк захопилася й історією рідного поселення. Її старший брат Агафон був добре знайомий зі збирачем українських пісень професором Київської консерваторії Климентом Квіткою — чоловіком Лесі Українки. Він повідав йому про захоплення сестри. Квітка написав листа Насті Присяжнюк і попросив її вислати якомога більше зібраних пісень.
За участь у революційній боротьбі тричі була під арештом царської влади.
Товаришувала в дитинстві та юності з Матвієм Довгополюком (помер у 1944 у таборах ГУЛАГу, педагог, агроном, поет. Член літературної організації «Плуг», автор поетичної збірки «Дні неволі»).
у 1917 у Києві склала екстерном іспити на звання вчительки. З цього часу працювала у школі.
Провчителювавши понад 10 років, Присяжнюк 1927 року вступила до Кам'янець-Подільського інституту народної освіти (нині Кам'янець-Подільський національний університет імені Івана Огієнка). 1930 року вона закінчила його, а далі продовжила навчання в аспірантурі, була визнаною фахівчинею з філології, готувалася до захисту кандидатської дисертації при кафедрі української мови Київського університету.
Брала участь в укладанні першого за радянської роби українського правопису, працювала із професором Харківського університету Олексою Синявським (безпідставно заарештований і страчений 1937-го). Була знайомою з академіком Агатангелом Кримським, також знищеним тоталітарним радянським режимом.
Заарештована в 1932. Перебувала на засланні до післявоєнного часу. В шлюбі не була.
Пізніше знову вчителювала в рідному Погребищі. 1957 року вона вийшла на пенсію.
1967 року за багатолітню педагогічну й збирацьку працю Присяжнюк нагороджена орденом Трудового Червоного Прапора. 1970 року її відзначено ювілейною медаллю «За доблесну працю».

## Етнографічна діяльність
За життя Настя Присяжнюк устигла зібрати і записати понад 6000 народних пісень, 6100 прислів'їв і приказок, 125 плачів і голосінь, 4600 казок, переповідок, бувальщин. Переважна більшість цих записів стала надбанням Академії наук України і зберігаються в фондах Інституту мистецтвознавства, фольклористики та етнології імені М. Т. Рильського НАН України.
1976 року у видавництві «Наукова думка» вийшла книга «Пісні Поділля», в котрій видрукувані тексти близько тисячі пісень, записаних Присяжнюк у Погребищі упродовж її фольклорно-етнографічної діяльності у 1920–1970 роки.
Видала також збірники:
- «Колядки та щедрівки», 1965;
- «Жартівливі пісні», 1967;
- «Танцювальні пісні», 1978.

Настя Присяжнюк також авторка монографії «Українське весілля в Погребищі — сучасне і колишнє», досліджень «Рось — ріка-трудівниця», «Історія Погребища», про народне харчування, про походження прізвищ і прізвиськ земляків, про сни та їхнє тлумачення, про прикмети погоди.
Поет Платон Воронько писав після відвідин фольклористки:
| Я в захопленні Вашою творчою стійкістю і послідовністю. Ви просто свята людина в своєму безмежному любовному пориві до свого народу, до його пісні, до його творчості. |

## Пам'ять
у 2010 у Вінниці вийшла друком книга Ганни Волошенюк «Народної ниви жниця Настя Присяжнюк».
У 2012 році в школі-інтернаті в Погребищі було відкрито кімнату-музей славетної фольклористки, яка згодом отримала статус районного краєзнавчого музею, що носить ім'я Н. А. Присяжнюк, і має спеціальну іменну залу, що розповідає про життя і творчі успіхи славетної землячки-фольклористки.
У 2013 вийшла збірка Валентини Козак «Барвінок на три голоси. Хронікально-документальний поезофольк». — Київ: Преса України, 2013. — 128 сторінок, ISBN 978-966472-151-3. Ця збірка присвячена 200-річчю від дня народження Тараса Шевченка та 120-річчю подвижниці фольклористки Насті Присяжнюк, репресованої за любов до української пісні.